# Geranium azorelloides
Geranium azorelloides là một loài thực vật có hoa trong họ Mỏ hạc. Loài này được Sandwith mô tả khoa học đầu tiên năm 1929.